# 井原町 (豊橋市)
井原町（いはらちょう）は、愛知県豊橋市の地名。

## 地理
豊橋市東部に位置する。西は東田町、南は平川町・平川本町1丁目、北は西小鷹野1丁目・東小鷹野1丁目に接する。

### 学区
- 公立高等学校 - 三河学区
- 公立中学校 - 豊橋市立豊岡中学校・豊橋市立青陵中学校[WEB 5]
- 公立小学校 - 豊橋市立岩田小学校・豊橋市立東田小学校[WEB 5]

## 歴史

### 人口の変遷
国勢調査による人口および世帯数の推移。
| 1995年（平成7年）  | 539世帯 1431人 |  |
| 2000年（平成12年） | 574世帯 1441人 |  |
| 2005年（平成17年） | 539世帯 1302人 |  |
| 2010年（平成22年） | 562世帯 1281人 |  |
| 2015年（平成27年） | 575世帯 1301人 |  |

### 沿革
- 1947年（昭和22年） - 豊橋市東田町・多米町・岩田町の各一部により、同市井原町が成立[1]。
- 1978年（昭和53年） - 一部が東小鷹野に編入される[1]。

## 交通
- 愛知県道豊橋大知波線[2]

## 施設
- 井原郵便局[2]

### WEB
1. ↑  “愛知県豊橋市の町丁・字一覧”.   人口統計ラボ. 2023年4月13日閲覧。
2. ↑  総務省統計局 (2017年1月27日). “平成27年国勢調査の調査結果(e-Stat) - 男女別人口及び世帯数 －町丁・字等” (CSV). 2021年7月21日閲覧。
3. ↑  “愛知県豊橋市の郵便番号一覧”.   日本郵便. 2023年4月13日閲覧。
4. ↑  “市外局番の一覧” (PDF).   総務省 (2022年3月1日). 2022年3月22日閲覧。
5. 1 2  豊橋市教育委員会学校教育課学事グループ (2021年3月1日). “豊橋市小・中学校通学区域早見表” (PDF).   豊橋市. 2024年11月15日閲覧。
6. ↑  総務省統計局 (2014年3月28日). “平成7年国勢調査の調査結果(e-Stat) - 男女別人口及び世帯数 －町丁・字等” (CSV). 2021年7月20日閲覧。
7. ↑  総務省統計局 (2014年5月30日). “平成12年国勢調査の調査結果(e-Stat) - 男女別人口及び世帯数 －町丁・字等” (CSV). 2021年7月20日閲覧。
8. ↑  総務省統計局 (2014年6月27日). “平成17年国勢調査の調査結果(e-Stat) - 男女別人口及び世帯数 －町丁・字等” (CSV). 2021年7月21日閲覧。
9. ↑  総務省統計局 (2012年1月20日). “平成22年国勢調査の調査結果(e-Stat) - 男女別人口及び世帯数 －町丁・字等” (CSV). 2021年7月21日閲覧。
10. ↑  総務省統計局 (2017年1月27日). “平成27年国勢調査の調査結果(e-Stat) - 男女別人口及び世帯数 －町丁・字等” (CSV). 2021年7月21日閲覧。

### 書籍
1. 1 2 3  「角川日本地名大辞典」編纂委員会 1989, p. 184.
2. 1 2 3 4  「角川日本地名大辞典」編纂委員会 1989, p. 1783.